# Aper-Anat
Pour les articles homonymes, voir Aper et Anat.
Aper-Anat, Aperanat ou Âper-Ânati est un roi hyksôs de la XVe ou de la XVIe dynastie, pendant la Deuxième Période intermédiaire de l'Égypte antique, vers le milieu du XVIIe siècle. Son nom est attesté sur un scarabée conservé au musée Petrie d'archéologie égyptienne, à Londres.

## Règne
Le règne et l'appartenance dynastique de ce pharaon sont débattus. Jürgen von Beckerath estime que Aper-Anat est le deuxième roi de la XVIe dynastie et un vassal des rois Hyksôs de la XVe dynastie.
Kim Ryholt rejette cette opinion. Dans son étude de 1997 sur la deuxième période intermédiaire, Kim Ryholt soutient que les rois de la XVIe dynastie gouvernaient un royaume thébain indépendant, d'environ 1650 à 1580 avant notre ère. En conséquence, Ryholt estime que Aper-Anat est l'un des premiers roi Hyksôs de la XVe dynastie, peut-être le deuxième monarque de cette dynastie. Cette analyse a convaincu plusieurs égyptologues comme Darrell Baker et Janine Bourriau, ; mais d'autres comme Stephen Quirke n'en sont pas convaincus.

## Artefacts
Aper-Anat est connu uniquement par un scarabée à usage de sceau, qui est conservé au musée Petrie d'archéologie égyptienne, à Londres,.
| S38 | X7 | N25 · Z2 | apr | r · Z1 | a · n | ti | i |

 L'inscription centrale sur le scarabée est « Heka-Khasut Aper-Anat ».
Le nom d'Aper-Anat sur le scarabée est accompagné du titre de « Heka-Khasut », qui peut se traduire par « souverain des terres étrangères » et qui a donné le mot « Hyksôs ». Ce titre a été particulièrement donné aux premiers rois Hyksôs de la XVe dynastie. C'est sur ces bases que Ryholt propose de considérer Aper-Anat comme le deuxième souverain de la XVe dynastie, tout en soulignant que cette identification n'est pas certaine.